# Dandere
Dandere (ダンデレ) é um termo japonês para uma personalidade em que o personagem que é retratado como tímido , mas eventualmente muda para mostrar seu lado doce, romântico, e suavemente amoroso.
Dandere faz parte de quatro arquétipos comuns de personalidades personagens femininos e masculinos com interesses românticos em histórias de animes e mangá, sendo os outros três: yandere, no qual uma garota tem um amor doentio por um personagem, tendo ciúmes e usando até violência, tsundere, no qual a personagem é inicialmente agressiva, mas depois alterna com uma personalidade mais amável, e kuudere, no qual o personagem não expressa emoções de afeto, embora as possua.
Dandere é a combinação das palavras danmari (黙り), que significa "aquele que é silencioso e que fala pouco", e deredere (デレデレ), que significa apaixonada.